# EX-316
La carretera EX-316 es de titularidad de la Junta de Extremadura. Su categoría es local. Su denominación oficial es   EX-316 , de   EX-116  a Castilblanco por Valdecaballeros.